# Idioma selkup
El selkup es una lengua urálica hablada por el pueblo siberiano de los selkup que pertenece al grupo de las lenguas samoyedas, como el idioma nenezo. Es hablado por unas 1.570 personas (est. en 1994, 10000 según Ethnologue) en la región situada entre los ríos Obi y Yenisei.
El nombre selkup proviene del ruso "cелькупский язык" (selkupsky yazyk). Sin embargo, el nombre común más usado entre ellos para la lengua es шӧльӄумыт әты šöľqumyt әty, lit. lengua de los hombres del bosque.
Se usan diferentes nombres para los dialectos. Hay tres dialectos en selkup, incluido el del río Taz (ruso тазовский диалект, tazovsky dialekt), que ha formado la base del selkup escrito desde 1930, el dialecto del río Tym (ruso тымский диалект, tymsky dialekt) y el dialecto o idioma ket (en ruso кетский диалект, ketsky dialekt).
El dialecto taz tiene 25 vocales y 16 consonantes.